# ليونارد غارسيا
ليونارد غارسيا (بالإنجليزية: Leonard Garcia) هو فنان قتال مختلط أمريكي، ولد في 14 يوليو 1979 في بلينفيو في الولايات المتحدة.

## وصلات خارجية
- ليونارد غارسيا على موقع بوكس ريك (الإنجليزية) (registration required)
- ليونارد غارسيا على موقع يو إف سي (الإنجليزية)
- ليونارد غارسيا على موقع شيردوغ (الإنجليزية)
- ليونارد غارسيا على موقع Tapology.com (الإنجليزية)
- ليونارد غارسيا على موقع IMDb (الإنجليزية)
- ليونارد غارسيا على موقع قاعدة بيانات الفيلم (الإنجليزية)